# Gustav Müller
Pour les articles homonymes, voir Müller.
Karl Hermann Gustav Müller Né le 7 mai 1851 mort le 7 juillet 1925 est un astronome allemand. 

## Biographie
Il est né à Schweidnitz en province de Silésie. Son père, un marchand , meurt lorsque Gustav a six ans. Il s'inscrit à l'université de Leipzig en 1870, puis deux ans plus tard, il est muté à l'université de Berlin. Il obtient son doctorat en physique en 1877 avec une thèse ayant pour sujet les vis micrométriques. Pendant ses études, il devient membre de la Leipziger Burschenschaft Germania en 1870. Par la suite il devient assistant à l'observatoire astrophysique de Potsdam. Les sujets d'études principaux de sa carrière sont le spectre du Soleil et la photométrie céleste.  
Entre 1880 et 1882, il est assistant de Hermann Carl Vogel, à la rédaction d'un catalogue de spectres stellaires. En 1877 il commence ses observations photométriques des planètes et de leur atmosphère. Il dirige une expédition allemande à Hartford, dans le Connecticut pour observer le transit de Vénus en 1882. En 1886 il entame une collaboration avec Paul Kempf à l'assemblage du Potsdam Durchmunserung, qui est un catalogue stellaire des étoiles de l’hémisphère nord ayant une magnitude de 7,5 ou plus brillantes. Il publie Die Photometrie der Gestirne (La photométrie des étoiles) en 1897. Entre 1900 et 1915 lui et Hartwig publient un catalogue de trois volumes sur les étoiles variables. 
Entre 1896 et 1924 il est secrétaire de la Société astronomique,  établie en 1863 à Heidelberg. Il est élu à l'académie des sciences de Prusse en 1918, il devient également associé de la Royal Astronomical Society d'Angleterre. Il est directeur de l'observatoire astrophysique de Potsdam de 1917 à 1921. En raison d'exigences légales, il prit sa retraite en 1921 à l'âge de soixante-dix ans. Il se marie trois fois et a sept enfants. Deux de ses fils meurent durant la deuxième guerre mondiale. Son fils Rolf devient astronome à l'observatoire de Potsdam.